# Bahnstrecke Greißelbach–Freystadt
| Streckennummer (DB): | 5931                 |                           |                           |
| Kursbuchstrecke: | 417e (1946)          |                           |                           |
| Streckenlänge: | 9,8 km               |                           |                           |
| Spurweite: | 1435 mm (Normalspur) |                           |                           |
| |                      |                           |                           |
| \| \| \| von Neumarkt \| \| \| \| 0,0 \| Greißelbach \| Greißelbach \| \| \| \| nach Dietfurt \| \| \| \| 3,2 \| Sulzbürg \| Sulzbürg \| \| \| 8,2 \| Thannhausen (b Freystadt) \| Thannhausen (b Freystadt) \| \| \| 9,8 \| Freystadt (Oberpf) \| Freystadt (Oberpf) \| |                      |                           |                           |
| Strecke (außer Betrieb) |                      | von Neumarkt              | von Neumarkt              |
| Bahnhof (Strecke außer Betrieb) | 0,0                  | Greißelbach               | Greißelbach               |
| Abzweig geradeaus und nach links (Strecke außer Betrieb) |                      | nach Dietfurt             | nach Dietfurt             |
| Haltepunkt / Haltestelle (Strecke außer Betrieb) | 3,2                  | Sulzbürg                  | Sulzbürg                  |
| Haltepunkt / Haltestelle (Strecke außer Betrieb) | 8,2                  | Thannhausen (b Freystadt) | Thannhausen (b Freystadt) |
| Kopfbahnhof Streckenende (Strecke außer Betrieb) | 9,8                  | Freystadt (Oberpf)        | Freystadt (Oberpf)        |

Die Bahnstrecke Greißelbach–Freystadt war eine Nebenbahn in Bayern, im Volksmund wurde sie Lerzerbahn genannt. Sie war etwa zehn Kilometer lang und zweigte am Bahnhof Greißelbach von der Sulztalbahn Neumarkt–Beilngries ab und führte gen Westen nach Freystadt.

## Geschichte
Planungen für den Anschluss von Freystadt an das Eisenbahnnetz gab es schon vor 1882, jedoch wurden die projektierten Strecke von Hilpoltstein kommend und nach Neumarkt oder Amberg führend als zu teuer angesehen und letztendlich nicht verwirklicht. Erst das Lokalbahngesetz von 1882 und ein weiteres Gesetz von 21. April 1884 über den Bau der Strecke zusammen mit der Sulztalbahn ebneten den Weg für den erhofften Bahnanschluss. Großen Einfluss auf das Zustandekommen der Bahn hatte der damalige Bürgermeister von Thannhausen Johann Baptist Lerzer, damals Mitglied der Bayerischen Abgeordnetenkammer, was ihr den Namen Lerzerbahn einbrachte. Die Detailplanungen begannen 1885, der Bau der Strecke im Oktober 1886. Im Juli 1887 war die Strecke fertiggestellt und wurde für den Güterverkehr freigegeben; die offizielle Eröffnung erfolgte am 1. Juni 1888 zeitgleich mit der Sulztalbahn.
Anfangs befuhren täglich drei Zugpaare die Strecke bis Greißelbach, in den 1930er Jahren waren es bis zu fünf, die bis Neumarkt geführt wurden. Der zunehmende motorisierte Individualverkehr in den 1950er Jahren und die relativ langen Fahrzeiten über Greißelbach nach Neumarkt mit damals noch eingesetzten aber sicher nicht mehr zeitgemäßen alten bayerischen Lokalbahnwagen führte dazu, dass im Juli 1960 der Personenzugverkehr zwischen Freystadt und Greißelbach eingestellt wurde. Die Strecke erlangte in der zweiten Hälfte der 1950er Jahre Berühmtheit, war hier doch die Dampflok 98 507 als letzte Lok der Baureihe 98.4-5 (frühere Bayerische Gattung D XI) im Personenzugverkehr im Einsatz. Die Einstellung des Güterverkehrs, der am Ende von der am Bahnhof Neumarkt (Oberpf) stationierten Kleinlok der Baureihe 333 erledigt wurde, erfolgte mit Ablauf des 31. Dezember 1977, im Frühjahr darauf wurde die Strecke abgebaut.

## Streckenbeschreibung

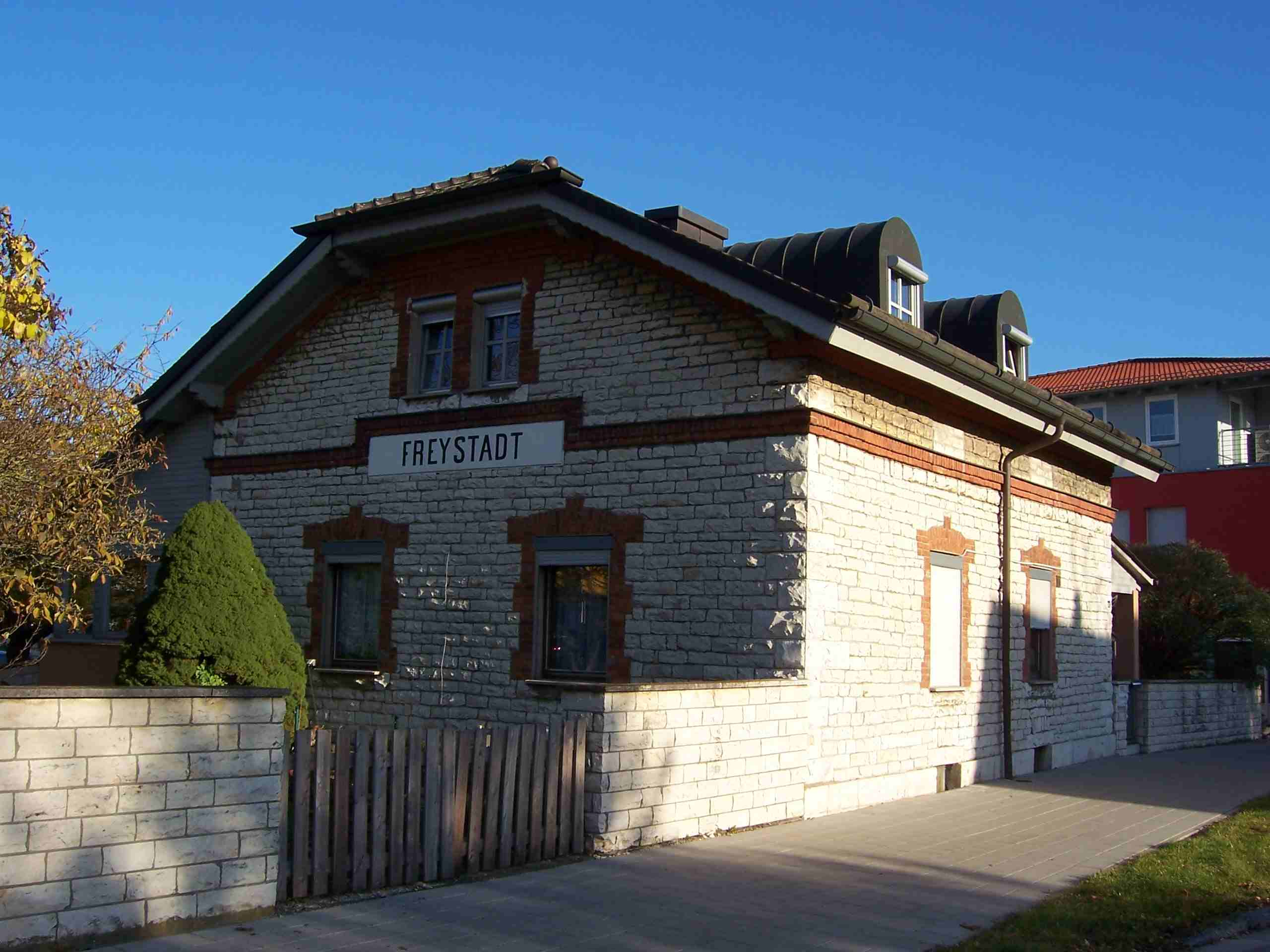
Der Bahnhof Freystadt im Jahre 2010

Der „Freystädter Bockel“ (dieser Kosename für die hier verkehrenden Dampflokomotiven wird heute stellvertretend für die ganze Strecke verwendet) befuhr von Neumarkt bis Greißelbach die  Sulztalbahn. Erst hier zweigte am Gleis 3 das ca. 10 km lange Trasse ab, welche zunächst entlang der Staatsstraße St2220 direkt nach Westen führte. Auf einer Brücke wurde der Wiefelsbach überquert und anschließend die Straße zweimal gekreuzt. Am Fuße des Sulzbürg wurde Rocksdorf mit der Haltestelle Sulzbürg erreicht. Von hier ging es weiter in westlicher Richtung, zunächst auf einem niedrigen Damm, dann ebenerdig nach Wettenhofen. Die Strecke erreichte anschließend Thannhausen, wo sich die gleichnamige Haltestelle befand. Von hier bog sie nach Norden bis nach Freystadt. Der Bahnhof verfügte über drei Gleise, einen einständigen Lokschuppen sowie zwei Gleisanschlüsse zu Lagerhäusern der BayWa. Das Bahnhofsgebäude steht heute noch.

## Heutiger Zustand
Von der Strecke existieren heute noch die Bahnhofsgebäude in Greißelbach und Freystadt, außerdem sind Spuren im Gelände zu erkennen, zum Teil verlaufen darauf Rad- und Wirtschaftswege.